# Stanhope, Iowa
Stanhope är en ort i Hamilton County i delstaten Iowa, USA.